# 托灵顿 (怀俄明州)
托灵顿（英語：Torrington）是美国怀俄明州的城市，也是戈申县的縣治所在地。该市的人口在2000年为5,776人，2010年有6,501，2011年则估计有6,690人。